# Hamlets
Hamlets (česky Hamlety, dříve známé též jako IBM Servlet-based Content Creation Framework) jsou framework pro vytváření webových stránek vyvinutý René Pawlitzkem v IBM. Hamlety zpracovávají XHTML šablony pomocí SAXu (Simple API for XML) a za běhu dynamicky nahrazují ty části šablony které jsou označeny speciálními značkami (tagy) a identifikátory. Celý framework je tvořen pouze s několika málo funkcemi. Pro optimalizaci běhu je možné šablony zkompilovat.
Hamlety jsou snadno použitelný, jednoduchý a nenáročný framework, který usnadňuje vývoj webových aplikací. Hamlety podporují (vyžadují) oddělení prezentační a aplikační vrstvy.